# Polysphaeria ovata
Polysphaeria ovata là một loài thực vật có hoa trong họ Thiến thảo. Loài này được Cavaco miêu tả khoa học đầu tiên năm 1968.